# Johann Hermann Steubing
Johann Hermann Steubing (auch Hermann Steubing; * 6. Mai 1750 in Herborn; † 23. Mai 1827 in Diez) war ein deutscher Kirchenhistoriker, Topograph, Heimatforscher und evangelischer Geistlicher.

## Leben
Steubing war Sohn des Schuhmachers und Bürgers Johann Wilhelm Steubing und seiner Frau Anne Marie Rudersdorfin. Er bezog 1756 das Herborner Pädagogium und studierte von 1766 bis 1772 Evangelische Theologie an der Hohen Schule Herborn. Dort waren Marquard Winckel, Valentin Arnold, Georg Adam Fabricius und insbesondere Johann Friedrich Fuchs seine akademischen Lehrer. Anschließend war er Predigeramtskandidat. Er nahm 1775 einen Ruf als Rektor an das Pädagogium in Dillenburg an. Dort blieb er bis 1780, als er zum zweiten Pfarrer von Herborn ernannt wurde. 1786 hatte er diese Position auch in Dillenburg inne.
Steubing folgte 1794 einem Ruf als Pastor, geheimer Kirchenrat, Dekan, Schulinspektor und Konsistorialrat nach Diez. In dieser Position blieb er bis zu seinem Tod.
Steubing wurde 1797 die Ehrendoktorwürde der Theologischen Fakultät der Universität Marburg verliehen (Dr. theol. h.c.). Herzog Wilhelm von Nassau verlieh ihm zum fünfzig Amtsjubiläum 1826 goldene Verdienstmedaille des Herzogtums Nassau.

## Werke (Auswahl)
- Biografische Nachrichten aus dem XVIten Jahrhundert: ein Beitrag zur Kirchen und Reformationsgeschichte, Krieger, Gießen 1790.
- Topographie der Stadt Herborn, Neue Akademische Buchhandlung, Marburg 1792.
- Versuch einer Nassauischen Geschichts-Bibliothek , Neue Gelehrten-Buchhandlung, Hadamar und Herborn 1799.
- Biografische Nachrichten aus dem XVIten Jahrhundert: ein Beitrag zur Kirchen und Reformationsgeschichte, Hadamar 1804.
- Topographie der Stadt und Herrschaft Dietz, Neue Gelehrten-Buchhandlung, Hadamar 1812.
- Geschichte der hohen Schule Herborn, Neue Gelehrten-Buchhandlung, Hadamar 1823.